# Arkiv for Dansk Litteratur
Arkiv for Dansk Litteratur (ADL) ist eine umfassende und frei zugängliche Bibliothek und Webarchiv für die klassische dänische Literatur, die Text- und Faksimileausgaben einer langen Reihe wichtiger älterer dänischer Schriftsteller enthält. Die Texte können durchsucht und heruntergeladen werden.
ADLs Webpräsenz wurde in Zusammenarbeit von Det Kongelige Bibliotek und Det Danske Sprog- og Litteraturselskab (DSL) ausgearbeitet. Die Hauptseite wurde im Lenz 2002 als Teil eines fünfjährigen Projekts mit der Unterstützung von Danmarks Elektroniske Fag- og Forskningsbibliotek (DEFF, Dänemarks Elektronische Fach- und Forschungsbibliothek) geöffnet. ADL wird laufend instand gehalten und aktualisiert.

## Inhalt
ADLs Inhalt dehnt sich chronologisch von Saxo Grammaticus (12. Jh.) bis Gustaf Munch-Petersen (verstorben 1938) als den neuesten Schriftsteller aus. 2008 wurden acht Schriftsteller der ursprünglichen Auswahl hinzugefügt, wodurch sich die Anzahl auf 78 beläuft. Die Anzahl der Seiten ist 167 000.
Die Schriftsteller werden von der DSL erkoren, das auch die Standardausgaben der Werke ausgewählt hat.
Alle Texter des ADLs sind in Faksimileausgabe und pdf-Ausgabe aufrufbar und eine Mehrzahl davon in OCR-generierte, durchsuchbare Textausgabe. Die Seite wird durch andere Ressourcen wie Noten und Handschriften verbessert.

## Urheberrecht
Aufgrund einer Klausel im dänischen Urheberrechtsgesetz kann ADL nur Zugang zu Texten von Autoren bieten, die vor mehr als 70 Jahren verstorben sind. Unter den nächsten erwarteten Schriftsteller, die in ADL erscheinen können, sind Marie Bregendahl 2010 und Henrik Pontoppidan 2013.